# Georg Dehn

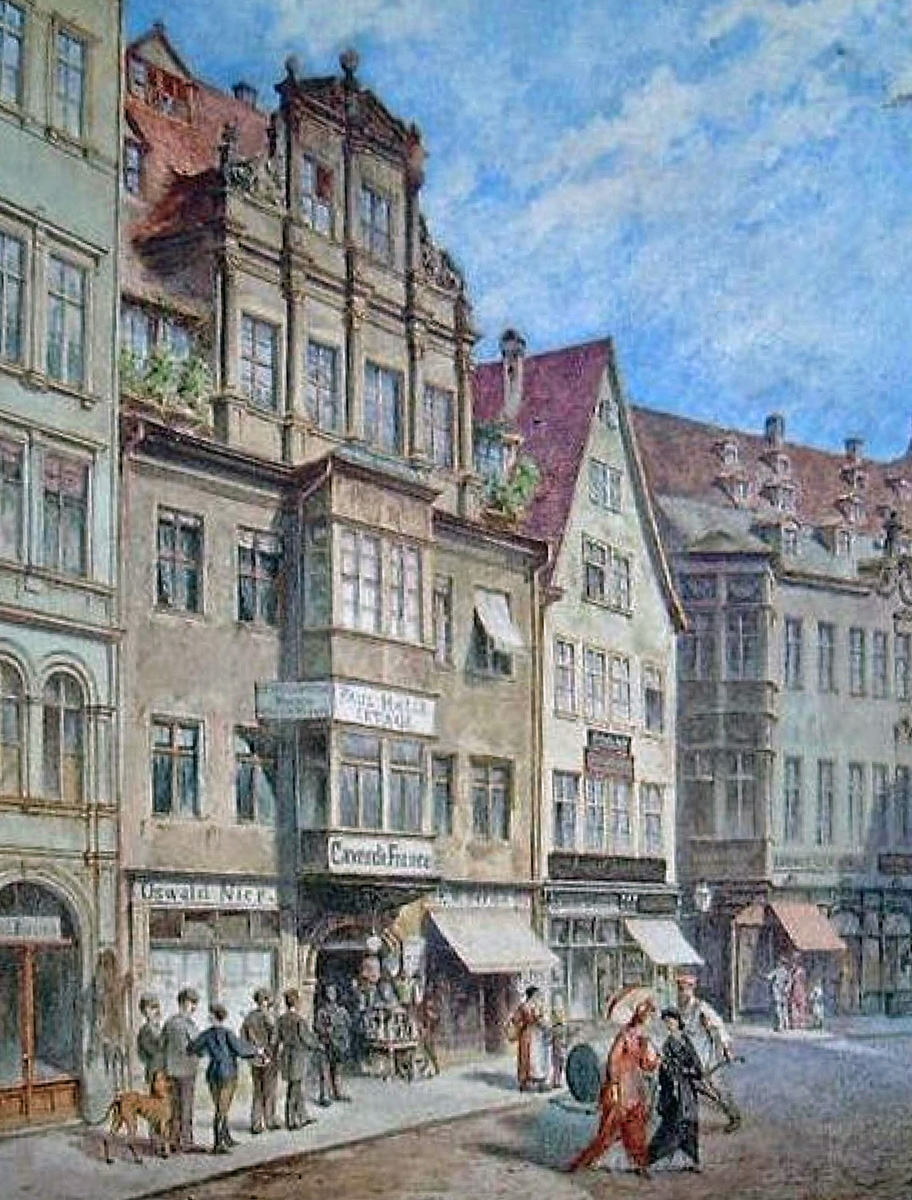
Leipzig, Deutrichs Hof

Georg Dehn (* 9. Januar 1843 in Hannover; † 16. Oktober 1904 in München) war ein deutscher Landschafts- und Vedutenmaler.

## Leben
Georg Dehn studierte ab dem 21. Januar 1869 an der Königlichen Akademie der Künste in München bei Arthur von Ramberg. Nach dem Studium blieb er in München und wurde als Vedutenmaler tätig. Auf seinen Studienreisen fand er Motive in Nürnberg, Schwaben, Straßburg, am Bodensee, in Tirol (Sterzing und Meran), Verona (Piazza delle Erbe) und Venedig. Für seinen Stil typisch ist die Verwendung weicher gelborange- und ockerfarbener Erdtöne und die Belebung der Architektur durch Figurenstaffage.
1884 veröffentlichte er eine theoretische Abhandlung über die Perspektive in der Architekturmalerei.
Er war Vorstand der Münchner Künstlergenossenschaft und 1896 der „Luitpold-Gruppe“. Für König Ludwig II. von Bayern führte er mehrere Bühnenbildentwürfe sowie Entwürfe für den Sängersaal im Schloss Neuschwanstein (Parzival-Sage) aus.
Georg Dehn war über seine Frau Marie Karoline, geb. von Baldinger, und deren Schwestern, mit Felix von Bothmer und mit Karl Belleville verschwägert. Über seine Tochter Johanna wurde er außerdem mit der Familie des 1902 verstorbenen Professors und Rechtshistorikers Konrad Maurer verschwägert, dessen jüngsten Sohn Friedrich Maurer sie 1903 heiratete.